# Varáha Mihira
Varáha Mihira (dévanágari: वराह मिहिर) (505 – 587), más néven Varáha vagy Mihira, Varáhamihira indiai asztrológus, csillagász és polihisztor, aki Uddzsainban (Madhja Prades, India) élt. Kajathában született, az Avanti régióban, amely nagyjából a mai Malva (Madhja Prades része). Egyik saját műve szerint Kapitthakában tanult. Az indiai hagyomány szerint ő az uralkodó Jaszodharman udvarában élő kilenc ékkő (Navaratnák) egyike. Ez az állítás azonban először egy jóval későbbi szövegben jelenik meg, bár a tudósok ezt kétségesnek tartják, mivel  Varáhamihira nem élt ugyanabban a században, mint a „kilenc ékszer” listáján szereplő néhány más név, például a sokkal idősebb Kalidásza.
Varáha Mihira legjelentősebb művei a Pancsasziddhántika és a Brihat-szamhita, utóbbi egy enciklopédia az építészetről, a templomokról, a bolygómozgásokról, a napfogyatkozásról, az időszámításról, az asztrológiáról, az évszakokról, a felhőképződésről, az esőzésről, a mezőgazdaságról, a matematikáról, a gemmológiaról, az illatszerekről és sok más témáról. Varáha Mihira szerint egyes verseiben csupán összefoglalta a csillagászatról, a Silpa-sasztráról és a templomépítészetről szóló korábbi irodalmat, mégis a különböző elméletek és tervezési modellek bemutatása a legkorábbi fennmaradt szövegek közé tartozik. A Brihat-szamhita fejezeteit és Varáha Mihira verseit a perzsa utazó és tudós al-Birúni idézte.
Varáha Mihirának tulajdonítanak több tekintélyes csillagászati és asztrológiai szöveget is. Megtanulta a görög nyelvet, és műveiben dicsérte a görögöket (yavanas), hogy „jól képzettek a tudományokban”, bár  rituális értelemben tisztátalanok. Egyes tudósok szerint ő az első, aki értelmezte és bevezette az állatövi jegyeket, a szertartások kedvező kimeneteléhez szükséges jósló- és asztrológiai számításokat.

## Munkái

### Pancsasziddhántika
Varáhamihira fő műve a Pancsasziddhántika (IAST):Pañcasiddhāntikā) („Értekezés az öt csillagászati kánonról”) című könyv, amely 575 keltezésű, és amely régebbi, mára elveszett indiai szövegekről ad tájékoztatást. A mű a matematikai csillagászatról szóló értekezés, és öt szerző öt korábbi csillagászati értekezését (sziddhánta) foglalja össze, nevezetesen a Szúrja-sziddhánta, Romaka-sziddhánta, Paulisza-sziddhánta, Vaszistha-sziddhánta és a Pitamaha sziddhánta. A Védanga-dzsjotisa, valamint a hellenisztikus csillagászat (görög, egyiptomi és római elemekkel) kompendiuma. A Pancsasziddhántika  („Öt értekezés”), a görög, egyiptomi, római és indiai csillagászat összefoglalása. Varáha Mihira alapos ismeretekkel rendelkezett a nyugati csillagászatról. Monumentális műve 5 szakaszban halad végig az Indiában kifejlődött csillagászati fogalmakon, és a nyugati csillagászatról szóló 2 értekezésében csúcsosodik ki, amelyben  görög és az alexandriai számításokon alapuló téziseket mutatja be, sőt teljes ptolemaioszi matematikai táblázatokat és táblákat is közöl. Varáha Mihira volt az első, aki megemlítette, hogy az Ajanámsa, vagyis az eltolódás a nap-éjegyenlőség esetében 50,32 ívmásodperc évenként.

Az indiaiaknak 5 sziddhántájuk van:
- Szúrja-sziddhánta, a sziddhánta  egy szanszkrit nyelvű indiai csillagászati értekezés a  4. század végéről vagy az 5. század elejéről, tizennégy fejezetben. A Szurja-sziddhánta leírja a különböző bolygók és a Hold különböző csillagképekhez viszonyított mozgásának kiszámítására szolgáló szabályokat, a különböző bolygók átmérőjét, és kiszámítja a különböző csillagászati testek pályáját. Régebben azt gondolták, hogy Látadéva írta, de valójában Majaszura, más néven Mamuni Maja írta, ahogy maga a szöveg is állítja.
- Vaszistha-sziddhánta, a Nagy Medve egyik csillagáról nevezték el így, Visnucsandra komponálta
- Paulisza-sziddhánta, így nevezik a Paulisza által összeállított művet, több indiai csillagászati értekezésre utal, amelyek közül legalább egy nyugati forráson alapul.
- Romaka-sziddhánta, („A rómaiak tana”) így nevezték a Szríszena által komponált összeállítást Rúmról.
- Paitahama-sziddhánta

### Brihat-szamhita
Varáha Mihira másik fontos műve az enciklopédikus Brihat-szamhita. Bár a könyv főként a jóslásról szól, a jósláson kívüli témák széles skáláját is felöleli. Az emberi érdeklődés széleskörű témáit tárgyalja, beleértve a csillagászatot, a bolygók mozgását, a napfogyatkozásokat, az esőzést, a felhőket, az építészetet, a termés növekedését, az illatszerek előállítását, a házasságot és a családi kapcsolatokat. A kötet kifejti a Garuda puránában található drágakő-értékelési kritériumokat, és részletesen kifejti az ugyanebből a szövegből származó szent „kilenc gyöngy” mibenlétét. A kötet 106 fejezetet tartalmaz, és a „Nagy összeállítás” néven ismert.

### Asztrológiáról

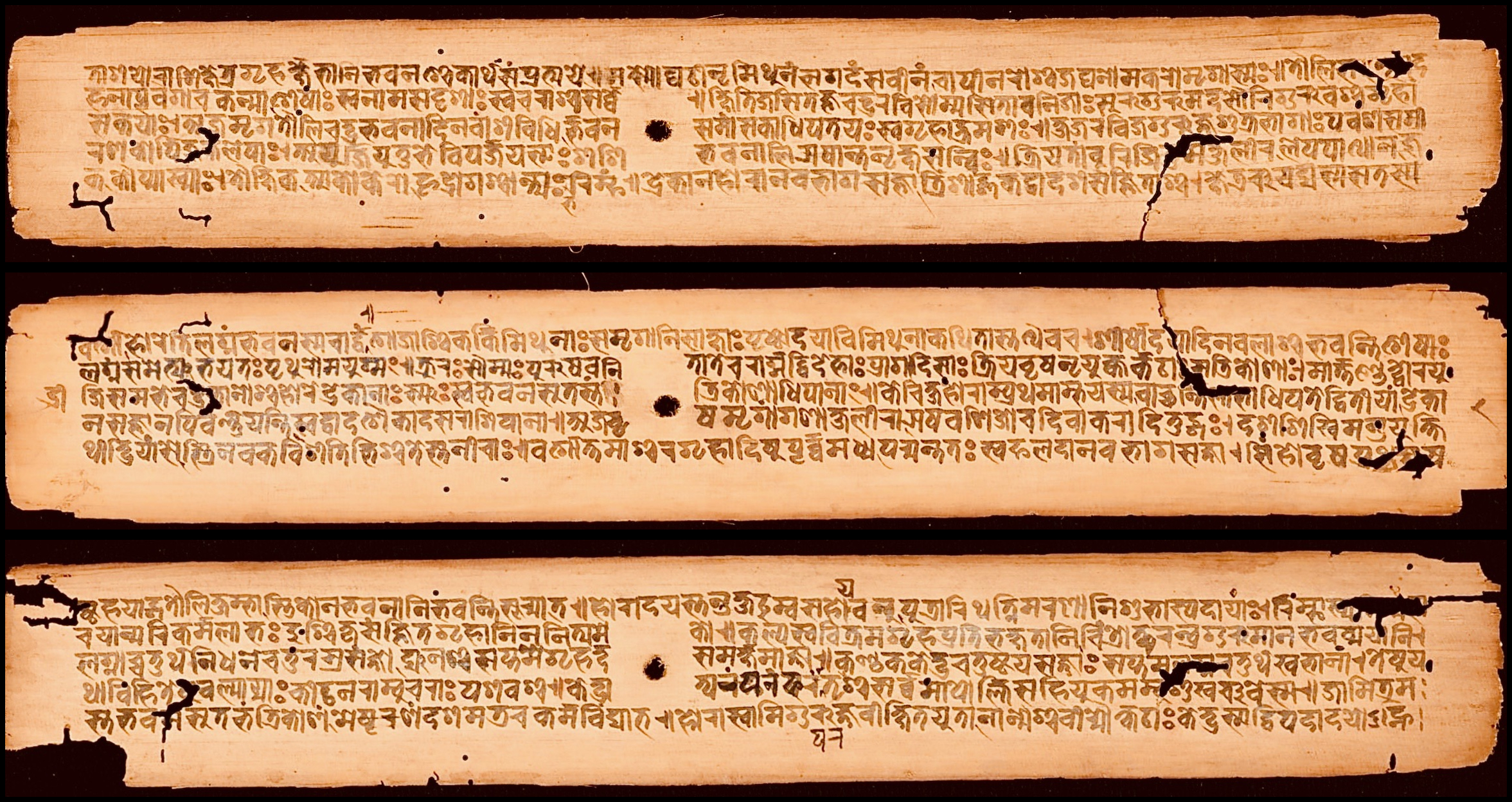
Varahamihira Brihajjataka című műve a védikus asztrológia rendszerén alapuló szanszkrit szöveg a jósló asztrológiáról. A fenti kéziratot Nepálban másolták le i.sz. 1399-ben Nepáli írással, és jelenleg a cambridge-i eyetemi könyvtárban található.

A Hora-sasztra vagy Brihadjathaka Mihira egyik legelismertebb asztrológiai műve. Többnyire kódnyelven íródott. Több mint egy tucat kommentár született ehhez a műhöz. A keralai asztrológiai iskola főként a Brihadjathakára épül.
Fia, Prithujaszasz szintén hozzájárult a hindu asztrológiához; könyve, a Hora Szara egy híres horoszkóppal foglalkozó könyv. Khána (máshol Lilavati néven is emlegetik), a középkori bengáli költő-asztrológusról úgy tartják, hogy Varáha Mihira menye volt.
A Romaka sziddhánta ("A rómaiak tanítása") és a Paulisza-sziddhánta két nyugati eredetű mű volt, amelyek hatással voltak Varáha Mihira gondolkodására.  A Pauliṣza-sziddhántát gyakran tévesen egyetlen műnek tartják, és Alexandriai Pálnak (378 körül) tulajdonítják, azonban ezt a felfogást a terület más tudósai elutasítják, nevezetesen David Pingree, aki kijelentette, hogy „. ...Paulus Alexandrinus azonosítása a Pauliṣza-sziddhánta szerzőjével teljesen hamis.” Számos írása mutat hasonlóságot a korábbi szövegekkel, például a Védánga Dzsjotisával.
A Brihat-szaṃhita verse, (adhjája II, slóka 14),:
म्लेच्छा हि यवनास्तेषु सम्यक् शास्त्रमिदं स्थितम् । ऋषिवत् तेऽपि पूज्यन्ते किं पुनर्दैवविद् द्विजः ॥,
Romanizálva:
Mlecchā hi yavanās teṣu samyak śāstram idaṃ sthitam, ṛṣivat te'pi pūjyante kiṃ punar daivavid dvijaḥ.  („A yavanák alacsony származásúak. Amikor ez a tudomány (sic) náluk maradt, és amikor az ilyen sásztrákat bölcsekként tisztelik, mennyivel inkább kellene egy kétszeres születésű (dvija) asztrológusnak lennie?”).
Egy kommentár ehhez a vershez, Gargát, egy korábbi csillagászt idézve, azt mondja: „A görögöket, bár barbárok, meg kell becsülnünk, mivel óriási érdeklődést mutattak tudományunk iránt...”

## Néhány fontos trigonometrikus eredménye
{\displaystyle \sin ^{2}x+\cos ^{2}x=1\;\!}
{\displaystyle \sin x=\cos \left({\frac {\pi }{2}}-x\right)}
{\displaystyle {\frac {1-\cos 2x}{2}}=\sin ^{2}x}

## Közreműködések
Trigonometria
Varahamihira javította Árjabhata szinusz-táblázatainak pontosságát.
Kombinatorika
Ő jegyezte fel az első ismert 4×4-es mágikus négyzetet.
Optika
Varáhamihira hozzájárulása a fizikához többek között az a megállapítása, hogy a visszaverődést a részecskék visszaszóródása okozza, a fénytörést (a fénysugár irányának megváltozását, amikor az egyik közegből egy másikba halad) pedig a részecskék azon képessége, hogy behatolnak az anyag belső tereibe, hasonlóan a porózus tárgyakon keresztül mozgó folyadékokhoz.

## Fordítás
Ez a szócikk részben vagy egészben  a   Varāhamihira című angol Wikipédia-szócikk ezen változatának fordításán alapul.  Az eredeti cikk szerkesztőit annak laptörténete sorolja fel. Ez a jelzés csupán a megfogalmazás eredetét és a szerzői jogokat jelzi, nem szolgál a cikkben szereplő információk forrásmegjelöléseként.